# Halina Dybczyńska-Niezbrzycka
Halina Niezbrzycka z Dybczyńskich ps. „Kalina” (ur. 10 listopada 1901 w Niemirowie, zm. po 1939) – działaczka niepodległościowa, wywiadowczyni Komendy Naczelnej III Polskiej Organizacji Wojskowej, dama Orderu Virtuti Militari.

## Życiorys
Urodziła się 10 listopada 1901 w Niemirowie, w ówczesnym powiecie bracławskim guberni podolskiej, w rodzinie Stanisława Dybczyńskiego i Marii z domu Satutin. Ukończyła szkołę średnią.
W kwietniu 1918 w Kijowie wstąpiła do Polskiej Organizacji Wojskowej. W marcu 1920, po aresztowaniu komendanta Komendy Naczelnej III, J. Bolewskiego i jego współpracowników, była jedną z najaktywniejszych peowiaczek i najlepszych agentek. Pełniła funkcję wywiadowczyni i kurierki. Od stycznia do maja 1920, kiedy CzeKa prowadziła wzmożone represje i aresztowania wśród POW, przechowywała w swoim mieszkaniu archiwum POW oraz broń. Kiedy Kijów został zajęty przez wojska polskie i sprzymierzone ukraińskie, została odwołana do Warszawy. Od maja do sierpnia 1920 pracowała w przeniesionej tam Komendzie Naczelnej III POW. W dniu 11 sierpnia 1920 wysłano ją do Piotrogrodu, by objęła funkcję komendantki nowej placówki Komendy Naczelnej III. Działała pod pseudonimem "Kalina". W dniu 25 sierpnia dotarła do Rewla w Estonii. Jednak na początku września 1920 na dworcu kolejowym w Pskowie została, wraz z dwoma innymi osobami, aresztowana przez CzeKa. Przez dłuższy czas była śledzona przez bolszewików. Zdążyła zniszczyć dokumenty, które miała ze sobą. Bolszewicy poddawali ją torturom przez kilka miesięcy. Kilkakrotnie skazywali na karę śmierci, ale nie przyznała się do stawianych jej zarzutów. W więzieniu spędziła prawie 2 lata. 25 stycznia 1922 wróciła do Polski. Wymieniono ją na wyższych oficerów rosyjskich znajdujących się w polskiej niewoli.
Zamieszkała w Warszawie. W 1923 wyszła za mąż za Jerzego Niezbrzydzkiego, z którym miała córkę Teresę Iwonę (ur. 1927). Zilustrowała opracowaną przez męża książkę Polesie. Opis wojskowo-geograficzny i studium terenu wydaną w Warszawie w 1930. Małżonkowie mieszkali w Warszawie przy ul. Śmiałej 66. Od 1934 pozostawali w separacji.
Działała w FIDAC i w Zrzeszeniu KN III POW.
Po wybuchu II wojny światowej wyjechała z córką Teresą do Wilna. Jej dalsze losy nie są znane.

## Ordery i odznaczenia
- Krzyż Srebrny Orderu Wojskowego Virtuti Militari nr 7593 – 17 maja 1922 „za czyny w byłej POW na Wschodzie (KN III)”[8]
- Krzyż Niepodległości – 25 lipca 1933 „za pracę w dziele odzyskania niepodległości”[1][9]
- Krzyż POW
- Odznaka Pamiątkowa Więźniów Ideowych
- Odznaka WP na Wschodzie[2]